# Zaječí ostrov (Petrohrad)

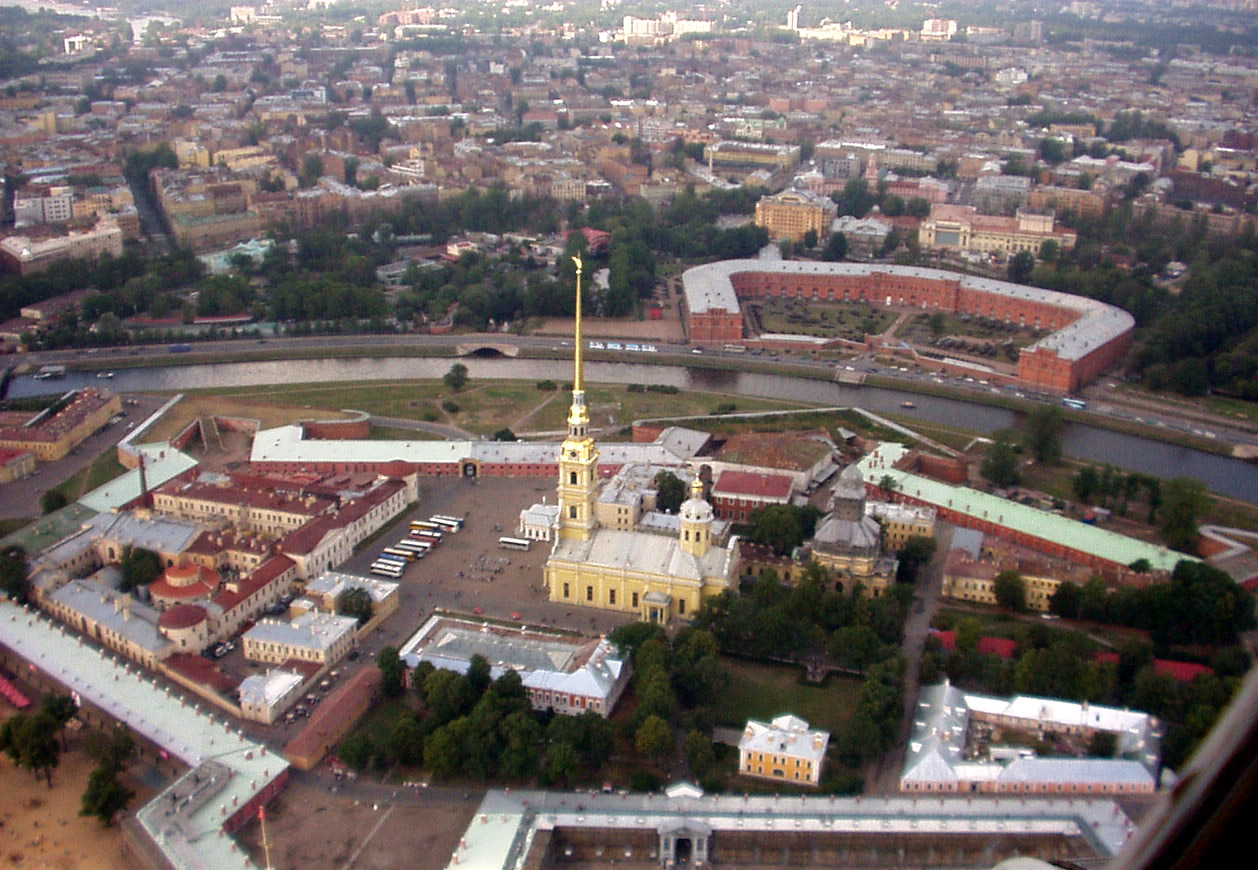
Zaječí ostrov z ptačího pohledu

Zaječí ostrov (rusky Заячий остров – Zajačij ostrov) je ostrov na řece Něvě v Petrohradě v Rusku. Leží jižně od většího Petrohradského ostrova, od kterého je oddělen Kronverským průlivem, naproti Kronverku.
Ostrov na délku dosahuje 860 metrů, na šířku 430 metrů. Nejvyšší vyvýšenina je 9 metrů vysoká.

## Historie
Význam ostrova skokově vzrostl, když zde ruský car Petr I. Veliký v roce 1703 začal stavbu Petropavlovské pevnosti. Ve stejné době byl také ostrov spojen s Petrohradským ostrovem Ioannovským mostem. Kromě něj dnes oba ostrovy spojuje také Kronverský most.
Během rudého teroru byl ostrov dějištěm masakrů nepřátel bolševického režimu. Pozůstatky obětí byly objeveny v hromadném hrobě při stavbě silnice do podzemních garáží. Podle odhadů může být počet obětí, které jsou pohřbeny na ostrově, v řádu tisíců. Organizace pro lidská práva Memorial se v současné době snaží přesvědčit místní úřady, aby zde došlo k archeologickému výzkumu.